# NAD+ kinase
La NAD+ kinase est une phosphotransférase qui catalyse la réaction :
NAD+ + ATP  {\displaystyle \rightleftharpoons }  ADP + NADP+.
Cette enzyme assure la biosynthèse du NADP à partir du NAD. Le NADP+ est une coenzyme importante de l'anabolisme, où elle apporte du pouvoir réducteur dans des voies métaboliques telles que le cycle de Calvin (fixation du carbone en C4 chez les plantes), la biosynthèse des acides gras, et celle du cholestérol par la voie du mévalonate.
Chez l'homme, les gènes NADK et MNADK codent les NAD+ kinases respectivement cytosoliques et mitochondriales. Les levures possèdent également deux isoformes, l'enzyme mitochondriale acceptant à la fois le NAD+ et le NADH comme substrat pour la phosphorylation,.